# Milan Gorkić
Milan Gorkić o Josip Čižinski - nato Josef Čižinský, in serbo Јосип Чижински - (Sarajevo, 19 febbraio 1904 – Mosca, 1º novembre 1937) è stato un politico e rivoluzionario jugoslavo.
Fu un leader del Partito Comunista di Jugoslavia (KPJ) in esilio dal 1932 al 1937 e prominente membro del Comintern.
Gorkić fu giustiziato dall'NKVD il 1º novembre 1937 durante la Grande Purga.